# Khloé Kardashian
Khloé Alexandra Kardashian (n. 27 iunie 1984, Los Angeles, California, SUA) este o personalitate americană de televiziune și femeie de afaceri.
Are doi copii,o fetiță, numită True Thompson, și un băiețel pe nume Tatum Thompson.

## Viața personală
Khloe Alexandra Kardashian s-a născut pe data de 27 iunie 1984, într-o familie numeroasă cu mulți copii, ea fiind a treia născută.
Părinții ei sunt Kris Jenner și răposatul avocat Robert Kardashian. Aceștia au divorțat tocmai din cauza faptului că aceasta l-a înșelat. Khloé nu a dorit să facă un test de paternitate așa că în acte el este tatăl acesteia. Khloe a fost crescută de Robert Kardashian, până in ultimul sau moment al vietii.
Ea mai are alți 5 frați:
Kourtney Kardashian(soră bună),
Kimberly Kardashian(soră bună),
Robert Kardashian(frate bun),
Kendall Jenner(soră-vitregă),
Kylie Jenner(soră-vitregă).

După moartea presupusului ei tată, în 2003, Khloe a intrat într-o depresie, căzându-i părul și fiind nevoită să poarte peruci o vreme și să ia pastile pentru vindecare.
În anul 2009 se căsătorește cu baschetbalistul Lamar Odom, de care divorțează în 2016, din cauza dependentei lui de droguri. După mariajul cu acesta, a avut relații și cu alți baschetbaliști, la momentul actual având primul ei copil cu Tristan Thompson.

## Carieră
Ea devine celebră în 2007 când începe "Keeping Up With The Kardashians" și împreună cu familia să se bucure de o audiență mare și de fani mulți.
În tot acest timp participă și la alte emisiuni.
Khloe are și o firmă, Good American.